# جون إف. أوسبورن
جون إف. أوسبورن (بالإنجليزية: John F. Osborne)‏ هو صحفي أمريكي، ولد في 15 مارس 1907، وتوفي في 1981.